# W817 (strip)
W817 is een vedettestrip gebaseerd op de gelijknamige televisieserie W817, uitgezonden op Ketnet. De strip werd geschreven door Hec Leemans en getekend door Luc Van Asten en Wim Swerts. De strip werd uitgegeven door Standaard Uitgeverij. Vanaf 2007 heeft Tom Bouden de scenario's bedacht.
Vanaf stripalbum 10 werd het logo aangepast en worden de figuren op de achterzijde voorgesteld. Op 14 december 2011 is het laatste album verschenen: Hello Goodbye, waarin 15 jaar vooruit gekeken wordt. De vervanger van deze stripreeks, is een spin-off van de stripreeks F.C. De Kampioenen : Vertongen & Co.

## Personages
- Steve Mertens: Steve werkt als leerkracht L.O. Hij is een sublieme kok. Meisjes zijn dol op hem maar Steve is homo.
- Birgit Baukens: Birgit is afgestudeerd, maar nu is ze op zoek naar een rijk lief om haar dure smaak te bekostigen.
- Akke Impens: Akke studeert informatica. Hij heeft een gouden hart en probeert zo veel mogelijk goed te doen.
- Zoë Zonderland: Zoë studeert psychologie. Ze is vrolijk, optimistisch en wil net als Akke voor iedereen het goede doen.
- Tom Derijcke: Tom studeert aan de "universiteit van het leven": Hij hangt te vaak op straat rond. Tom schrijft boeken. Hij doet tenminste een poging.
- Carlo Stadeus: Carlo studeert net als Akke informatica. Hij interesseert zich meer voor vrouwen meer bepaald voor Birgit. Zij vindt echter niets aan hem.
- Jasmijn De Ridder: Jasmijn is het buurmeisje, ze zit nog op de middelbare school. Ze komt te pas en onpas op bezoek bij de bende.
- Kim De Hert: Kim is de dochter van de huisbaas. Ze is nogal lui en eet graag snoep.

## Trivia
- In het album De prinses van Zonderland zegt Steve dat hij een oom heeft die worstenfabrikant is, later op het busje kunnen we de naam Boma worst lezen. Een verwijzing naar Balthasar Boma uit de F.C. De Kampioenen-reeks. Govert Deploige, de acteur die Steven speelt in de reeks, had een rol in de aflevering "het koekoeksjong". Hij speelde Didier, een jongeman die zichzelf wou rijk maken door zich uit te geven als zoon van DDT en daarna van Boma.
- Eveneens in album De pizzadealers zien we Balthasar Boma, deze zit aan een tafeltje in de Pussycat waar ook Birgit zich bevindt. Ook vinden we een verwijzing naar de De Kiekeboes-reeks en naar de Nero-reeks in dit verhaal.

- In het album (Kapers op de kust) zien we op strook 55 een zeerover die veel lijkt op Piet Piraat.
- In strip 19 (De Murmelende Mummie) kleed Akke zich om als filmheld Indiana Jones.
- In strip 20 (Het mysterie van Isabel Raven) gaat men eten bij Sus Kebab, een woordspeling op het gerecht sis kebab, een kebab met saté.
- Hello Goodbye is het laatste album in de reeks, de tekenaars gaan zich bezighouden met een nieuwe reeks 'Vertongen & Co', een spin-off van de F.C. De Kampioenen-reeks.